# NGC 6620
NGC 6620 is een planetaire nevel in het sterrenbeeld Boogschutter. De nevel werd op 3 september 1880 ontdekt door de Amerikaanse astronoom Edward Charles Pickering.

## Synoniemen
- PK 5-6.1
- ESO 522-PN22